# Estrilda cua de vinagre
L'estrilda cua de vinagre o bec de corall blau (Glaucestrilda caerulescens) és una espècie d'ocell de la família dels estríldids (Estrildidae) que habita zones de sabana de l'Àfrica Occidental, des del Senegal i Gàmbia cap a l'est, fins al nord de Camerun, sud-oest de Txad i República Centreafricana. Utilitzat com a ocell de gàbia, s'ha introduït a diferents indrets, com ara les Illes Hawaii. Als Països Catalans només s'han albirat de manera ocasional.